# Inge Borkh

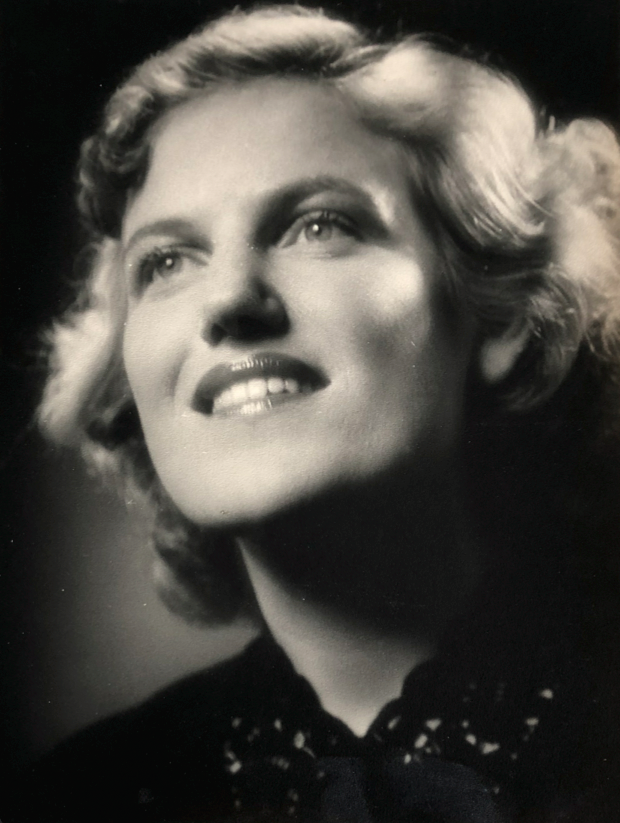
Inge Borkh im Jahr 1951, Fotograf Fred Erismann

Inge Borkh, bürgerlich Ingeborg Simon (geboren 26. Mai 1921 in Mannheim; gestorben 26. August 2018 in Stuttgart), war eine deutsche Opernsängerin (Sopran).

## Leben
Inge Borkh wurde unter dem Namen Ingeborg Simon geboren. Sie wuchs in einem musikalischen Elternhaus auf. Ihre Mutter Grete Neumann, Tochter eines Wiener Opernsängerpaares, war von 1918 bis zu ihrer Heirat 1920 Koloratursoubrette am Mannheimer Nationaltheater. Ab 1931 besuchte Inge Borkh bis zu ihrer Emigration das Liselotte-Gymnasium in Mannheim. Wegen der jüdischen Abstammung ihres Vaters, Franz Simon, musste sie 1935 mit ihrer Familie nach Genf emigrieren, wo sie Rhythmik-, Improvisations- und Klavierunterricht bei Émile Jaques-Dalcroze erhielt. Neben ihrer Mutter wurde sie in ihrem nächsten Zufluchtsort Wien von der Burgschauspielerin Margit von Tolnai am Max-Reinhardt-Seminar, der Tänzerin Grete Wiesenthal und der Pianistin Gertrud Wiesenthal ausgebildet. 1936 bestand sie im Wiener Ronacher die Prüfung für den Artistenpass und begann 1937 als Schauspielerin unter dem Namen Inge Simon am Landestheater Linz. Als 1938 die Familie wieder zurück nach Genf flüchten musste, fand die Tochter als Schauspielerin in Basel ihr erstes Engagement. Hier war es der Bassist Fritz Ollendorff, der ihre Stimme entdeckte und ihr riet, sich in Mailand bei Vittorio Moratti ausbilden zu lassen. Nach dem kurzen Gesangsstudium startete sie 1940 unter dem Künstlernamen Inge Borkh ihre Sängerlaufbahn am Luzerner Theater, wo sie als Czipra in Der Zigeunerbaron von Johann Strauss debütierte. Schon damals wuchs sie aus dem lyrischen ins dramatische Fach, sang nach der Pamina (Die Zauberflöte, Wolfgang Amadeus Mozart) und der Gräfin (Die Hochzeit des Figaro, W. A. Mozart) bald auch den Komponisten (Ariadne auf Naxos, Richard Strauss), die Marta (Tiefland, Eugène d’Albert), Senta (Der fliegende Holländer, Richard Wagner), Tosca (Giacomo Puccini) oder die beiden Leonoren (Troubadour und Die Macht des Schicksals, Giuseppe Verdi). Am Stadttheater Bern, wo sie seit 1945 engagiert war, erarbeitete sie sich die wohl wichtigsten Partien ihrer Sängerkarriere: Salome (18. März 1947) und Elektra (12. Februar 1950) von Richard Strauss. Der internationale Durchbruch gelang ihr als Magda Sorel in der ersten deutschsprachigen Aufführung von Gian Carlo Menottis Oper Der Konsul am Theater Basel am 3. Januar 1951, die sie noch in demselben Jahr bei der deutschen Erstaufführung an der Städtischen Oper Berlin sang, wo sie von nun an ständiger Gast war. Nach dem Berliner Debüt folgten bald Engagements an die führenden Opernhäuser weltweit, u. a. Wien, München, Berlin, London, Mailand, New York und San Francisco.
1952 sang sie bei den Bayreuther Festspielen die Freia und die Sieglinde in Der Ring des Nibelungen. 1957 übernahm sie bei den Salzburger Festspielen die Titelrolle in Elektra von Richard Strauss.
Inge Borkh verabschiedete sich relativ früh von der Opernbühne; im Jahre 1973 beendete sie in Italien ihre Opernkarriere nach sieben Vorstellungen in der Titelrolle der Oper Elektra von Richard Strauss. Danach kam sie noch kurze Zeit auf die Bühne als Schauspielerin für das Sprechtheater zurück. So spielte sie 1977 in Hamburg die Volumnia in Coriolanus von William Shakespeare als Partnerin von Boy Gobert.
Sie trat nach ihrem Abschied von der Opernbühne noch als Kabarett-Künstlerin mit Solo-Abenden  auf. In dieser Zeit entstand auch eine Schallplatten-Aufnahme ihrer gesungenen Memoiren unter dem Titel: Inge Borkh singt ihre Memoiren.
Verheiratet war sie mit dem jugoslawischen Bass-Bariton Alexander Welitsch (1906–1991).

## Repertoire
Sie sang vor allem in dramatischen Rollen: Aida und Lady Macbeth  von Giuseppe Verdi, Tosca und Turandot von Giacomo Puccini, Leonore in Fidelio von Ludwig van Beethoven, Medea in der gleichnamigen Oper von Luigi Cherubini, Elsa, Sieglinde und Senta in den Musikdramen von Richard Wagner, Elektra, Salome, Ägyptische Helena, Kaiserin und Färbersfrau von Richard Strauss. Im Bereich der Moderne übernahm sie die Antigonae in der Oper von Carl Orff.
Das durch Rundfunkaufnahmen, Live-Mitschnitte und Schallplatten überlieferte musikalische Gesamtwerk von Inge Borkh einschließlich Antigonae, Turandot, Klytämnestra in Iphigenie in Aulis von Christoph Willibald Gluck, Elektra und Salome wurde in den letzten Jahren auch auf CD wiederveröffentlicht.

## Auszeichnungen
- 1963: Bayerische Kammersängerin
- 1973: Hans-Reinhart-Ring der Schweizerischen Gesellschaft für Theaterkultur (SGTK)

## Interviews
- Eine Stimme für Strauss. Inge Borkh im Gespräch mit Reinhard Ermen (2001). SWR2, 27. August 2018.
- Dacapo, Inge Borkh im Gespräch mit August Everding, Mainz: ZDF, 7. Mai 1988.